# Martino-Katharineum Braunschweig
Das Martino-Katharineum ist ein Gymnasium in Braunschweig. Es hat seine Wurzeln in den 1415 gegründeten Lateinschulen Martineum und Katharineum.

## Geschichte

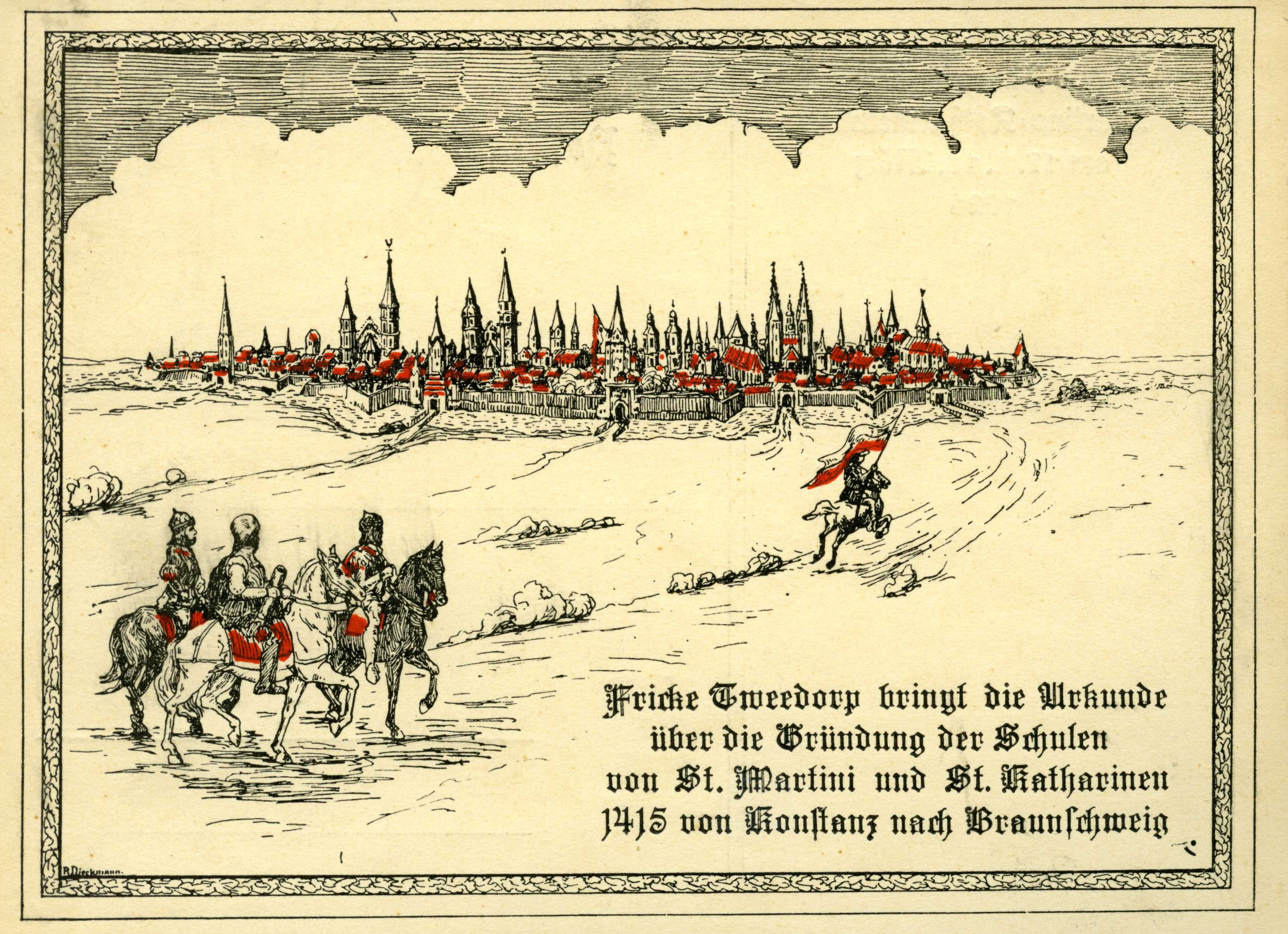
Ansichtskarte (wohl aus den 1920ern): Fricke Tweedorp überbringt die Gründungsurkunde von Papst Johannes XXIII. für die beiden Lateinschulen Martineum und des Katharineum von Konstanz nach Braunschweig.

Am Anfang des 15. Jahrhunderts entschloss sich der Rat der Stadt, eigene lateinische Stadtschulen zu errichten, die nicht dem Klerus unterstellt waren und sich somit nicht vorrangig um die Ausbildung von Priestern kümmerten. Dem Gesuch der Stadt wurde 1415 durch Gegenpapst Johannes (XXIII.) in der Gründungsurkunde, welche Bürgermeister Fricke van Twedorp vom Konzil zu Konstanz nach Braunschweig holte, stattgegeben:

„[…] ordnen aufgrund unserer apostolischen Autorität durch den Wortlaut dieses Dokumentes an, dass auch bei der Kirche des heiligen Martin und der der heiligen Katharina jeweils eine ganz ähnliche Schule der erwähnten Art gegründet und fortgeführt werden darf […]“

Im Jahr 1419 wurde die Gründung durch Papst Martin V. in einer Urkunde bestätigt. Das jetzt ausgestellte Privileg stellt inhaltlich eine Wiederholung der von Fricke van Twedorp heimgeholten Urkunde, mithin deren Bestätigung dar. Insofern war es möglich, in Braunschweig zum Jahr 2015 auf eine nun 600-jährige Tradition dieser mit Abstand ältesten städtischen Schule der Stadt sowie um eine der ältesten in Niedersachsen zurückblicken.
Es entstanden zwei Schulen, die sich in jeweiliger Nähe zur St.-Martini-Kirche und St.-Katharinen-Kirche befanden und somit die Namen Martineum und Katharineum trugen. Das Martineum war die Schule für die Weichbilder Altstadt, Altewiek und Sack, während das Katharineum für den Hagen und die Neustadt zuständig war.

### Martineum

#### 1415–1595: Jakobstraße
Die ersten Schulgebäude des Martineums, zwei Fachwerkhäuser, ein zweistöckiges Vorder- und ein einstöckiges Hinterhaus, befanden sich in der Jakobstraße und waren für anfänglich drei Schulklassen vorgesehen. Nach der Reformation reichte das Raumangebot aufgrund zunehmender Schülerzahlen nicht mehr aus, sodass der Schulvorstand im Jahre 1578 einen Neubau, der jedoch aufgrund finanzieller Probleme erst 1595 fertiggestellt wurde, beschloss. Die beiden Gebäude des ersten Martineums wurden weiterhin „alte Schule“ genannt und erst im Jahre 1884, als sie dem Bau der Brabandtstraße zum Opfer fielen, abgebrochen.

#### 1595–1828: Ziegenmarkt
Die in den Jahren 1592 bis 1595 unter der Federführung des Generalbaumeisters Hans Lampe erbauten neuen Gebäude des Martineums standen am südlichen Ziegenmarkt (heute Bankplatz 1 und/oder 2) und bestanden aus einem zweistöckigen Vordergebäude, in welchem zunächst der Direktor und sein Stellvertreter wohnten, und dem eigentlichen Schulgebäude, dem etwa gleich großen Hinterhaus, welches fünf Klassen Platz bot.

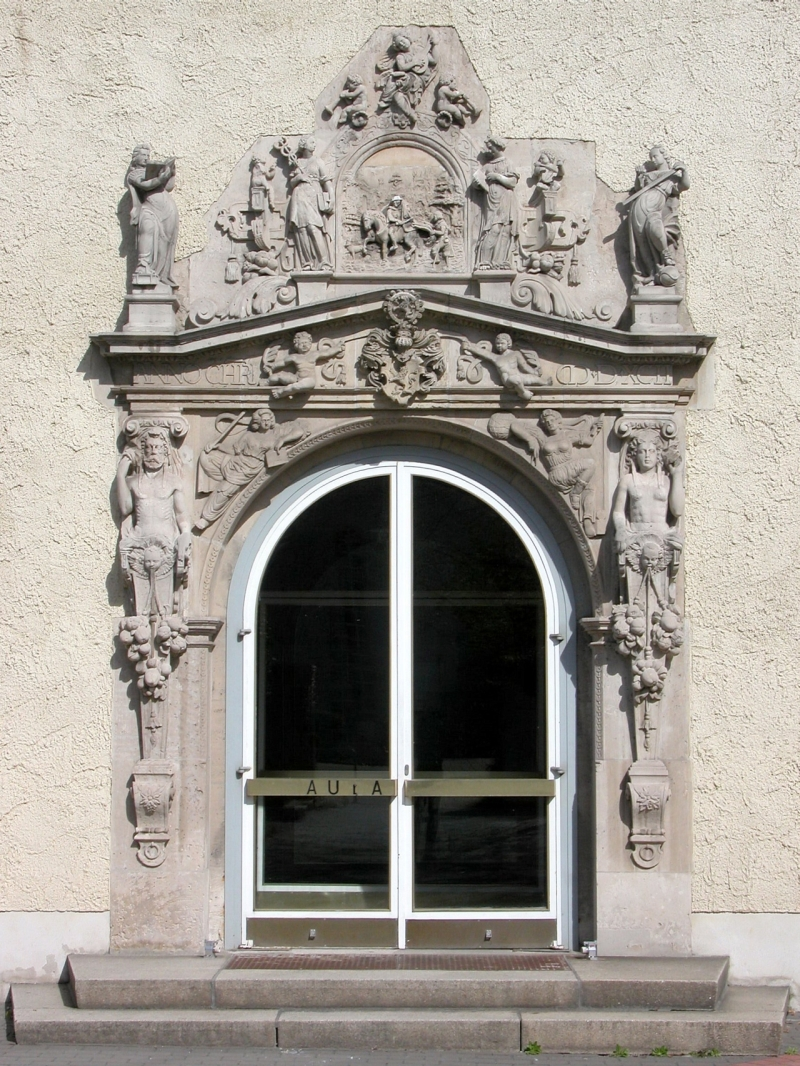
Das Martins-Portal des Martineums, heute der Eingang zur Aula

Am Schulgebäude befand sich das aus dem Jahr 1592 stammende Martins-Portal, wahrscheinlich geschaffen von Balthasar Kircher. Die Figuren auf der Bedachung des Renaissanceportals verkörpern die Sieben Freien Künste (von links nach rechts: Grammatik, Dialektik, Rhetorik, Musik, Arithmetik, Geometrie und Astronomie). Oben in der Mitte befindet sich die Abbildung des heiligen Martin.
Am Martineum waren zahlreiche Gelehrte tätig, darunter der Barock-Philosoph Hermann Nicephorus. Im Jahre 1745 wurde das Martineum in den Rang eines Gymnasiums erhoben.
Gegen Ende des 18. Jahrhunderts schrumpfte die Schülerzahl bis auf 50, so dass der Fortbestand des Martineums gefährdet war. Erst als 1801 Scheffler Direktor wurde, trat eine zeitweilige Besserung der Lage ein. Trotzdem schlug Scheffler zur Steigerung der Schülerzahlen die Umwandlung in ein Realgymnasium vor, konnte sich aber nicht durchsetzen. Als dann 1825 Brandes ein privates Realinstitut gründete, das großen Zulauf erfuhr, geriet auch das Martineum so stark unter Druck, dass 1827 eine Schulkommission einberufen werden musste.

#### 1828–1869: Progymnasium
Am 15. Januar 1828 wurde das Martineum mit dem Katharineum und dem neugeschaffenen lateinlosen Realgymnasium, der heutigen Neuen Oberschule, zu einer humanistischen Lehranstalt, einem Gesamtgymnasium, zusammengefasst. Das Katharineum als Obergymnasium blieb in seinen Räumlichkeiten am Hagenmarkt. Das Martineum als Progymnasium blieb ebenfalls in seinen Räumlichkeiten, musste jedoch das Realgymnasium mit in den Schulgebäuden am Ziegenmarkt unterbringen, sodass im Erdgeschoss des Vordergebäudes im Jahre 1836 weitere Unterrichtsräume eingerichtet wurden. Darüber hinaus kam es zu Streitigkeiten zwischen den Pro- und Realgymnasiasten, die nicht selten zu regelrechten „Schülerschlachten“ ausarteten, sodass im Jahre 1856 das Realgymnasium in die ehemalige Katharinenschule am Hagenmarkt und das Obergymnasium (Katharineum) zum Progymnasium (Martineum) am Ziegenmarkt zog. Da die Schülerzahlen weiter stiegen, wurde 1866 ein gemeinsamer Neubau für das neue Martino-Katharineum und das Realgymnasium mit getrennten Schulhöfen, Turnhallen sowie Direktoren- und Hausmeisterhäusern zwischen der Breiten Straße und der Scharrnstraße beschlossen, welcher 1869 bezogen werden konnte. Im Juli 1870 wurden die alten Schulgebäude am Ziegenmarkt an die Schokoladenfabrik Wittekop verkauft. Beim Bombenangriff auf Braunschweig am 15. Oktober 1944 wurden die knapp 350 Jahre alten Gebäude schließlich zerstört.

### Katharineum

#### 1415–1537: An der Katharinenkirche
Das erste Schulhaus des Katharineums stand in der Straße An der Katharinenkirche. Durch die immer stärker zunehmenden Schülerzahlen wurde ein größeres Gebäude jedoch immer dringender benötigt. Im Jahre 1537 schließlich konnte das infolge der Reformation säkularisierte Paulinerkloster in die Verwaltung der Stadt Braunschweig übergehen und somit als Zeughaus und neue Räumlichkeit des Katharineums dienen. Das knapp 530 Jahre alte Schulhaus an der Katharinenkirche wurde beim Bombenangriff auf Braunschweig am 15. Oktober 1944 zerstört.

#### 1537–1700: Im Paulinerkloster
Die Räumlichkeiten, die das Katharineum im Jahre 1537 bezog, lagen im östlichen Teil des Paulinerklosters und waren zum Teil nur recht notdürftig instand gesetzt. Dieser Teil des Klosters befand sich dort, wo heute am Bohlweg die Gebäude der Norddeutschen Landessparkasse und der Bezirksregierung ineinander übergehen. Durch die im Verlauf des 17. Jahrhunderts fortschreitende Baufälligkeit, das laute Treiben der Provianthausarbeiter und die ständige, durch Schweineställe auf den Nachbargrundstücken verursachte, Geruchsbelästigung war eine geregelte Unterrichtstätigkeit immer schwieriger geworden. Nachdem Braunschweig im Jahre 1671 Garnisonsstadt geworden war, wurde das Katharineum im Jahre 1682 eine herzogliche Anstalt und konnte so seinen Wunsch zu einem Schulneubau endlich durchsetzen.

#### 1700–1828: Hagenmarkt
Fast fünf Jahre Bauzeit waren vergangen, als die neue Katharinenschule am 8. Juli 1700 feierlich eingeweiht wurde. Das Gelände, auf welchem man zuerst das Schulgebäude errichtete, erstreckte sich vom Hagenmarkt bis zu der diese Gegend damals noch offen durchfließenden Oker. Um 1740 wurde das Haus des Direktors am Hagenmarkt gebaut, musste wenige Jahre später jedoch an das Collegium Carolinum abgetreten werden. Der Direktor wohnte daraufhin in einem kleinen Haus in der Wendenstraße. Wie das Martineum wurde auch das Katharineum im Jahre 1745 in den Rang eines Gymnasiums erhoben. Im Jahre 1885, beim Durchbruch der Casparistraße vom Ruhfäutchenplatz zum Hagenmarkt, wurden sämtliche Bauten dieser Schulanlage abgebrochen.
Anfang des 19. Jahrhunderts öffnete sich das Katharineum unter Direktor Heusinger hin zu realistischeren Unterrichtsfächern und Neusprachen. So konnte Schülern, die nicht studieren wollten, für gewisse Fächer ein Dispens erteilt werden. Dies änderte sich jedoch 1824 jäh, als Friedemann Direktor wurde. Schon beim Antritt widersetzte er sich ausdrücklich Reformbemühungen in Richtung eines Realgymnasiums.
Als 1825 daraufhin ein privates technisch ausgerichtetes Realgymnasium gegründet wurde (Vorgänger der heutigen Neuen Oberschule), das mit über 60 Schülern sofort starken Zulauf fand, mussten die traditionellen Gymnasien um ihren Bestand fürchten. Eine eilig einberufene Schulkommission schlug die Zusammenfassung zu einem Gesamtgymnasium vor und Friedemann zusätzlich zum Direktor der Gesamtlehranstalt.

#### 1828–1869: Obergymnasium
Am 15. Januar 1828 wurde das Katharineum mit dem Martineum und dem lateinlosen Realgymnasium zu einer humanistischen Lehranstalt, einem Gesamtgymnasium, zusammengefasst. Friedemann verließ Braunschweig schon im Herbst 1828 im Streit u. a. mit Petri vom Collegium Carolinum.
Das Katharineum als Obergymnasium blieb in seinen Räumlichkeiten am Hagenmarkt. Das Martineum als Progymnasium blieb ebenfalls in seinen Räumlichkeiten, musste jedoch das Realgymnasium mit in den Schulgebäuden am Ziegenmarkt unterbringen, sodass dort im Erdgeschoss des Vordergebäudes im Jahre 1836 weitere Unterrichtsräume eingerichtet wurden. Darüber hinaus kam es zu Streitigkeiten zwischen den Pro- und Realgymnasiasten, die nicht selten zu regelrechten „Schülerschlachten“ ausarteten, sodass im Jahre 1856 das Realgymnasium in die ehemalige Katharinenschule am Hagenmarkt und das Obergymnasium (Katharineum) zum Progymnasium (Martineum) am Ziegenmarkt zog. Da die Schülerzahlen weiter stiegen, wurde 1866 ein gemeinsamer Neubau für das neue Martino-Katharineum und das Realgymnasium mit getrennten Schulhöfen, Turnhallen sowie Direktoren- und Hausmeisterhäusern zwischen der Breiten Straße und der Scharrnstraße beschlossen, welcher 1869 bezogen werden konnte.

### Martino-Katharineum

#### 1869–1944: Breite Straße
Nach einer Bauzeit von drei Jahren wurde am 12. Oktober 1869 der von Friedrich Maria Krahe im neoromantischen Stil geschaffene Neubau der Schule an der Breiten Straße eingeweiht. Zur Erinnerung an das alte Martineum waren, neben dem Martins-Portal, welches als Eingangstür zum Schulgebäude diente, zwei mit ursprünglich goldener Inschrift verzierte Steintafeln aus dem Jahre 1595 in die Mauer des Schulhofes eingelassen worden. Seit der Einweihung der Schule stiegen die Schülerzahlen und da die Prima seit Ostern 1872 aus einer einzigen Klasse mit 49 Schülern bestand, wurde sie zu Michaelis 1872 in die einjährige Ober-Prima (21 Schüler) und Unter-Prima (22 Schüler) aufgeteilt.

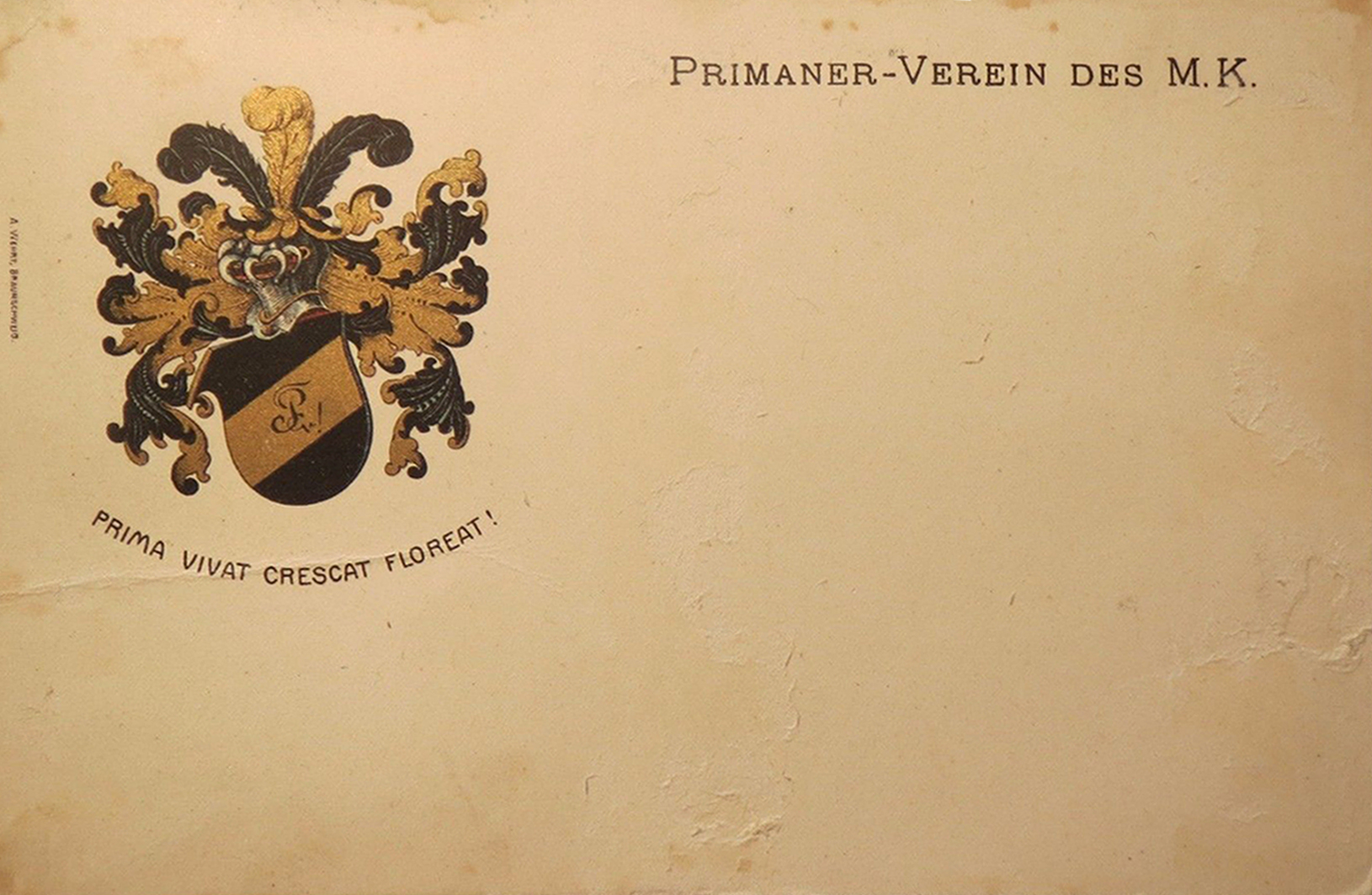
Postkarte „Primaner-Verein des M.K.“ mit schwarz-gold-schwarzem Wappen und Wahlspruch PRIMA VIVAT CRESCAT FLOREAT! (1907)

#### Der Primaner-Verein des M.K. (Schülerverbindung)
Im Jahre 1863 wurde von besonders regsamen Schülern der oberen Stufe mit Genehmigung des damaligen Direktors August Krüger der sogenannte Primanerverein gegründet, um Gelegenheit zu gegenseitiger geistiger Anregung und geselliger Förderung zu geben. Seit der Gründung war die große Mehrzahl aller Primaner Mitglied und so veranstalteten ehemalige Schüler am 26. September 1888, als der Primanerverein 25 Jahre seines Bestehens zählte, ein großes festliches Beisammensein von ungefähr 200 aktuellen und ehemaligen Primanern; unter ihnen die Gründer des Primanervereins. Das Fest, an welchem auch die Lehrer des Gymnasiums teilnahmen und bei welchem die Versammelten der Ober-Prima einen großen Stich (Das Theatrum von Taormina) und der Unter-Prima eine große Radierung (Die Wartburg) stifteten, fand in Behneckes Saalbau in Form eines Kommerses statt.
Vierzig Jahre nach der Gründung des Primaner-Vereins wurde wieder ein Stiftungsfest abgehalten, welches am 24. und 25. September 1903 stattfand.

#### 1944–2018: Nach dem Zweiten Weltkrieg
Dem Bombenangriff auf Braunschweig am 15. Oktober 1944 fiel das Schulgebäude, das in der Zeit zwischen 1952 und 1955 wiederaufgebaut wurde, mitsamt seiner 20.000 Bände umfassenden wertvollen Bibliothek zum Opfer. Das Martins-Portal wurde aus den Trümmern geborgen und dient seit 1953 als Eingang zur Aula. Die beiden mit ursprünglich goldener Inschrift verzierten Steintafeln aus dem Jahre 1595, welche 1869 in die Mauer des Schulhofes eingelassen worden waren, befinden sich heute in der Eingangsseite der Aula. Der wiederaufgebaute Mittelteil und Südflügel der Schule wurden am 17. Oktober 1953 feierlich eingeweiht, bis zur Fertigstellung des naturwissenschaftlichen Traktes 1955 litt der Unterricht allerdings noch unter den Bauarbeiten.
Obwohl sich bereits seit den 1960er Jahren das Raumangebot als zu klein erwies, konnte erst am 28. November 1980, nach über zehnjährigen intensiven Verhandlungen mit den Behörden und Baubeginn am 27. Juni 1979, der Ergänzungsbau des Südflügels eingeweiht werden, um den weiterhin gestiegenen Schülerzahlen Rechnung zu tragen.
2011 wurde das neue Forumsgebäude an der Breiten Straße eröffnet mit Räumen für den Fachbereich Musik, die Mediothek sowie die offene Ganztagsschule. Im Jahr 2015 wurde das 600-jährige Jubiläum in Stadt und Schule gefeiert.

## Aktuell
Heute hat das Martino-Katharineum etwa 920 Schülerinnen und Schüler, die von 85 Lehrkräften an zwei Standorten (Jahrgänge 5–7: Schule Echternstraße; Jahrgänge 8–12: Breite Straße) unterrichtet werden. Das Martino-Katharineum ist als Partnerschule des Leistungssports (Volleyball und Hockey) sowie als Umweltschule in Europa zertifiziert und hat seit 2005 ein offenes Ganztagsangebot. Interessierte Schüler haben daher bei der Anmeldung die Möglichkeit, sich auch für ein besonderes Unterrichtsangebot – die Bläserklasse oder die Sportklasse – zu entscheiden. Seit 2018 ist das Martino-Katharineum anerkannte „Schule ohne Rassismus – Schule mit Courage“. Die Vielfalt des Martino-Katharineums zeigt sich durch:
- Fremdsprachen: Englisch, Französisch, Latein, Spanisch; zusätzlich Japanisch als Arbeitsgemeinschaft
- Austauschprogramme: Partnerschulen in Reston/Virginia und Portland/Oregon (jeweils USA), Paris (Frankreich), Mexiko-Stadt (Mexiko), Tokio (Japan), Zhuhai (China)
- Bilingualer Unterricht (ab Klasse 7) in den Fächern Erdkunde, Geschichte, Politik-Wirtschaft und Werte und Normen
- MK Big Band, Kammerorchester, Chöre, Trommel-AG
- Teilnahme an „Jugend forscht“
- Physik für helle Köpfe
- mk:return: Schülerfirma, die leere Druckerpatronen und -kartuschen, sowie Elektronische Geräte sammelt[10] und das Geld der Schule spendet.
- mk:vista: Ehemalige unterstützen Schüler bei der Studien- und Berufsorientierung
- Projekt „Wirtschaft direkt“
- Projekt „Experten in die Schule“
- mkantat: Schulchor (ab Klasse 7, unter Klasse 7: mkantino)
- Medien-AG: zuständig für die Homepage[11]
- Jahrbuch-AG

## Der ganz große Traum
Die Geschichte des MK-Lehrers Konrad Koch wurde 2011 als Vorlage für den Spielfilm „Der ganz große Traum“ als frei abgewandelte Vorlage benutzt. Konrad Koch hatte nach einem Englandaufenthalt das dort gerade aufblühende Fußballspiel kennengelernt und 1874 am Martino-Katharineum gegen starken Widerstand des konservativ-deutschtümelnden Lehrerkollegiums eingeführt. Er übersetzte die noch fließenden Regeln des Spiels ins Deutsche und schuf dabei völlig neue Begriffe wie „Pass“, „Abseits“, „Eckball“ usw. Da das heutige Gebäude des Gymnasiums nicht mehr dem Bau von 1869 entspricht, wurden Außenaufnahmen im Gymnasium im Schloss in Wolfenbüttel gedreht.

## Bekannte Personen

### Schulleiter
Quelle:
- 1595–1604: Hermann Nicephorus am Martineum
- 1628–1640: Caspar Sagittarius am Martineum
- 1788–????: Am 3. Januar 1788 wurde Hr. Bosse Rektor am Martineum.[13]
- 1790–1820: Konrad Heusinger am Katharineum
- 1801–1821: Georg Anton Christoph Scheffler am Martineum
- 1821–1827: Victor Friedrich Leberecht Petri am Martineum
- 1821–1823: Georg Anton Christoph Scheffler am Katharineum
- 1823–1828: Oberschulrat Friedrich Traugott Friedemann
- 1828–1866: Oberschulrat August Krüger
- 1866–1881: Oberschulrat Karl Theodor Gravenhorst
- 1891–1904: Oberschulrat Friedrich Koldewey

### Lehrer (ohne Schulleiter) (Auswahl)
Quelle:
Martineum
- Johann Zanger der Ältere (1517–1587), Kantor ab 1545
- Johann Wilhelm Jelpke (1717/1720–1764/1783), Theologe, seit 1747 Konrektor des Martineums
- Carl Curio (1754–1815), Pädagoge, Publizist und Mitbegründer des ältesten, noch heute bestehenden Lehrerverbandes

Katharineum
- Johann Zanger der Ältere, Rektor ab 1548
- Jacob Ludwig Römer (1770–1855), Pädagoge, Schriftsteller, herzoglicher Rat
- Johann Heinrich Wilhelm Ziegenbein (1766–1824), Religionslehrer

Martino-Katharineum
- Carl Schröder (1802–1867), Genremaler und Zeichenlehrer
- Hermann Dürre (1819–1893), Pädagoge und Historiker
- Hermann Corvinus (1845–1894), Gymnasiallehrer und Altphilologe
- Konrad Koch (1846–1911), Verfasser der deutschen Fußballregeln
- Franz Himstedt (1852–1933), Physiker
- Heinrich von Zitzewitz (1925–1998), Maler, Bildhauer und Autor, tätig an der Schule von 1956 bis 1988

### Ehemalige Schüler des Martineums
- Johannes Agricola (1494–1566), Reformator und enger Vertrauter Martin Luthers
- Friedrich Dedekind (1525–1598), Theologe und Schriftsteller
- Philipp Ludwig Dreyßigmark (1676–1750), Abt von Kloster Riddagshausen
- Samuel Lenz (1686–1776), Historiker, Jurist und Hochschullehrer
- Johann Friedrich Nolte (1694–1754), Schulleiter in Schöningen und Philologe
- Johann Christian Winter (1718–1802), Kantor, Musikdirektor und Dichter
- Johann Heinrich Gottlieb Fricke (1763–1823), Mediziner, Physiker und Hochschullehrer
- Johann Heinrich Philipp Seidenstücker (1765–1817), Pädagoge und Schulleiter in Soest
- Wilhelm Götte (1807–1839), Philologe, Philosoph und Journalist
- Karl Illiger (1775–1813), Zoologe und Entomologe
- Carl Schröder (1802–1867), Genremaler
- Egmont Lucius (1814–1884), Braunschweiger Politiker

### Ehemalige Schüler des Katharineums
- Johann Samuel Müller (1701–1773), Schulleiter und Schriftsteller
- Franz Anton Knittel (1721–1792), Generalsuperintendent in Wolfenbüttel und Paläograf
- Karl Illiger (1775–1813), Zoologe und Entomologe
- Christoph Friedrich Görges (1776–1852), Kantor und Schriftsteller
- Carl Friedrich Gauß (1777–1855), Mathematiker
- Johann Ludwig Christian Carl Gravenhorst (1777–1857), Zoologe
- Wilhelm Bode (1779–1854), Schulreformer, Magistratsdirektor
- Franz Christoph Horn (1781–1837), Schriftsteller und Literaturhistoriker
- Louis Spohr (1784–1859), Komponist, Violinist
- Friedrich Kuhlau (1786–1832), Komponist
- Karl Lachmann (1793–1851), Philologe
- Eduard Vieweg (1797–1869), Vorsitzender des Vieweg Verlags und Entwickler einer neuen revolutionären Drucktechnik
- August Heinrich Hoffmann von Fallersleben (1798–1874), Dichter, Poet
- Karl Köchy (1800–1880), Theaterdirektor, Dramaturg und Schriftsteller
- Adolf Emperius (1806–1844), klassischer Philologe und Historiker
- Karl Theodor Gravenhorst (1810–1886), Altphilologe, Lehrer, Schuldirektor und Übersetzer sowie Abgeordneter der Frankfurter Nationalversammlung
- Karl Bölsche (1813–1891), Journalist und Lyriker
- Ludwig Herrig (1816–1889), Neuphilologe und Schullehrer

### Ehemalige Schüler des Martino-Katharineums
- Philipp August von Amsberg (1788–1871), Eisenbahner, Finanzdirektor
- Friedrich Gerstäcker (1816–1872), Schriftsteller
- Adolf Dedekind (1829–1909), Jurist
- Richard Dedekind (1831–1916), Mathematiker
- Constantin Uhde (1836–1905), Architekt
- Wilhelm Bracke (1842–1880), Sozialdemokrat, Verleger und Publizist
- Heinrich Meier (1842–1923), Berufsoffizier und Lokalhistoriker
- Wilhelm Semler (1844–1929), von 1904 bis 1909 Präsident des Braunschweigischen Landtags
- Benno von Holwede (1850–1924), Mediziner
- Franz Himstedt (1852–1933), Physiker
- Wilhelm Brandes (1854–1928), Schriftsteller und Altphilologe
- Heinrich Beckurts (1855–1929), Chemiker und Hochschullehrer an der TH Braunschweig
- Robert Koldewey (1855–1925), Archäologe[14]
- Arnold Rimpau (1856–1936), Unternehmer
- Hermann Schmidt (1859–1937), Kaufmann und Politiker
- Robert Fricke (1861–1930), Mathematiker und Hochschullehrer an der TH Braunschweig
- Wilhelm Scholz (1863–1939), Schriftsteller, Antiquar und Redakteur
- Heinrich Mack (1867–1945), Braunschweiger Stadtarchivar
- Albert Heine (1867–1949), Schauspieler, Regisseur und Theaterdirektor
- Oskar Fehr (1871–1959), Augenarzt
- Otto Bracke (1872–1934), Rechtsanwalt und Sohn von Wilhelm Bracke
- Max Büssing (1872–1934), ein deutscher Maschinenbauingenieur, Industrieller und Ehrensenator der Technischen Hochschule Braunschweig
- Rudolf Magnus (1873–1927), Arzt
- Georg Baesecke (1876–1951), Germanist, Hochschullehrer
- Otto Willke (1876–1961), Heimatforscher und Naturschützer
- Kurd Semler (1879–1965), von 1952 bis 1954 Oberbürgermeister der Stadt Braunschweig
- Gerhard Marquordt (1881–1950), Minister des Landes Braunschweig
- Max Immelmann (1890–1916), Jagdflieger des Ersten Weltkriegs
- Hans Löhr (1896–1961), Kommunarde, Gründer der Sozialistischen Studentengruppe Braunschweig, Lehrer, Expeditionsleiter und Emigrant, Grenzgänger zwischen West-Deutschland und der DDR
- Kurt Thiele (1896–1969), NSDAP-Politiker, Mitglied des Reichstages
- Friedrich Alpers (1901–1944), NSDAP-Politiker, Minister des Freistaates Braunschweig, SA- und SS-Mitglied, Generalforstmeister und Staatssekretär[15][16]
- Ernst Drewes (1903–1991), Landrat
- Friedrich Jelpke (1921–1983), Architekt, Landesplaner und Hochschullehrer
- Rolf Zick (1921–2024), deutscher Journalist
- Günter-Helge Strickstrack (1921–2020), Textilunternehmer, Politiker und Gründungsmitglied der CDU
- Gerd Wedler (1929–2008), Chemiker und ordentlicher Professor für Physikalische Chemie
- Ulrich Duchrow (* 1935), evangelischer Theologe, Hochschullehrer
- Eckhard Schimpf (* 1938), Journalist, Buchautor und Motorsportler
- Gunter Schmidt (* 1938), Sexualforscher, Psychotherapeut, Sozialpsychologe
- Kay Kohlmeyer (* 1950), Archäologe
- Ulrich Markurth (* 1956), Oberbürgermeister der Stadt Braunschweig
- Gabriela Jaskulla (* 1962), Schriftstellerin, Journalistin
- Jens Peter Nünemann (* 1969), Schauspieler
- Nils Wogram (* 1972), Jazzposaunist, Komponist
- Inken Schönauer (1973), deutsche Journalistin
- Florian Bernschneider (* 1986), Politiker
- Johannes Floors (* 1995), Parasportler (Sprint)
- Alida Bohnen (* 1996), Schauspielerin